# John Van Tongerloo
Guillaume (John) Van Tongerloo (Meerle, 29 december 1933 – Hoogstraten, 19 januari 2017) was een Belgisch wielrenner.

## Loopbaan
Tot zijn beste resultaten behoort een vijfde plaats in Luik-Bastenaken-Luik in 1961. Met zijn ploeg Flandria-Faema won hij een ploegentijdrit in de Ronde van Frankrijk 1962.
Van Tongerloo overleed in 2017 op 83-jarige leeftijd.

## Belangrijkste overwinningen

### Baan
| Jaar           | BK            | EK       | WK       | Overige                                    |
| Amateurs       | Amateurs      | Amateurs | Amateurs | Amateurs                                   |
| -------------- | ------------- | -------- | -------- | ------------------------------------------ |
| 1956           | Achtervolging |          |          | Olympische Spelen: 5e Ploegenachtervolging |
| Beroepsrenners |               |          |          |                                            |
| 1965           | Derny         | Derny    |          |                                            |

### Weg
1957
- Folkestone & District
- 5e etappe Ronde van Zweden

1958
- Turnhout
- 1e etappe deel b Ronde van Bulgarije
- 5e etappe Ronde van Bulgarije
- Buggenhout

1960
- Houthalen-Helchteren
- Kontich
- Hemiksem

1961
- Sint-Lenaarts
- Machelen
- Temse

1962
- Bayonne-Bilbao
- GP du Parisien
- 2e etappe deel B Tour de France
- 4e etappe deel A Ronde van België
- Hoogstraten

1963
- Beerse
- Polderpijl

1964
- Molenstede
- Rummen
- Arendonk

## Resultaten in voornaamste wedstrijden
| Jaar | Ronde van Italië | Ronde van Frankrijk | Ronde van Spanje |
| ---- | ---------------- | ------------------- | ---------------- |
| 1959 |                  | opgave              |                  |
| 1960 |                  |                     |                  |
| 1961 | 8e               |                     |                  |
| 1962 | opgave           | 44e                 |                  |
| 1963 | opgave           | 45e                 | 10e              |
| 1964 |                  | 53e                 |                  |
| 1965 |                  | 80e                 |                  |

| Jaar | Milaan-San Remo | Gent-Wevelgem | Ronde van Vlaanderen | Parijs-Roubaix | Luik-Bast.‑Luik | Ronde van Lombardije | Waalse Pijl | Parijs-Brussel | Rund um den Henninger-Turm |
| ---- | --------------- | ------------- | -------------------- | -------------- | --------------- | -------------------- | ----------- | -------------- | -------------------------- |
| 1959 |                 | 51e           | 32e                  | 45e            | 22e             |                      | 14e         | 53e            |                            |
| 1960 |                 |               |                      |                | 15e             | 92e                  | 23e         | 39e            |                            |
| 1961 |                 |               |                      |                | 5e              |                      | 21e         | 58e            |                            |
| 1962 | 27e             | 40e           | 33e                  | 12e            | 20e             | 19e                  | 25e         |                | 10e                        |
| 1963 | 71e             |               |                      |                |                 |                      |             | 26e            |                            |
| 1964 |                 | 55e           |                      | 67e            |                 |                      |             | 49e            |                            |
| 1965 |                 |               |                      |                |                 |                      |             |                |                            |

Wielerploegen van John Van Tongerloo
Abadie ·
Aerenhouts ·
Batan ·
Beuffeuil ·
Bianco ·
Bihouée ·
Bourlès · 
Bouvet ·
Cazala ·
Dacquay ·
Dambrune ·
Desbats ·
Drissi Ben Brahimi ·
Everaerts ·
Fayard ·
Gainche ·
Gauthier ·
Gouget ·
Huot ·
Lapébie ·
Laversin ·
Le Bigaut ·
Leborgne ·
Lebuhotel ·
Le Dissez ·
Massard ·
Meneghini ·
Negroni ·
Paulissen ·
Perpet ·
Picot ·
Pipelin ·
Poulidor ·
Privat ·
Queheille ·
Quevat ·
Ricou ·
Sá ·
Sabathier ·
Sabbadini ·
Schils ·
Sentier ·
Trochut ·
Van den Boer · 

Van Holsbeke ·
Van Tongerloo ·
Vanden Berghen ·
Velly ·
Verdeun ·
Wasko
Baens ·
Botella ·
Derboven ·
Desmet ·
van Est ·
Fischerkeller ·
García ·
A. Gómez del Moral ·
J. Gómez del Moral ·
Haelterman ·
Herrero ·
Impanis ·
Kerckhove ·
Mas ·
Moreno ·
Post ·
Proost ·
Quesada ·
Rosa ·
Santiago Montilla ·
Schroeders ·
Seco ·
Soler ·
Sorgeloos ·
Tomas ·
Tortellá ·
Vanden Bogaert · 
Van Genechten ·
Van Looveren · 
Van Looy  ·
Van Tongerloo ·
Vanderlinden · 
van de Ven
Andries ·
Baens ·
Baeyens ·
Bocklant ·
Boonen ·
Borra ·
Couchez ·
Da Rugna ·
Deloof ·
De Pré ·
A. Dekkers ·
P. Dekkers ·
Delameilleure ·
Derboven ·
Desmet ·
van Est ·
Foré ·
Grondelaers ·
Henckaerts ·
Impanis ·
Janssens ·
Nijdam ·
Nys ·
Ongenae ·
Planckaert ·
Post ·
Roman ·
Samyn ·
Schroeders ·
Sorgeloos ·
Stevens ·
Vandaele ·
Vanden Bogaert · 
Van den Broeck ·
Vangeneugden · 
Van Looy  ·
Van Tongerloo ·
Vandecaveye · 
van de Ven · 
Zilverberg
Andries ·
Bocklant ·
Boonen ·
Borra ·
Boucquet ·
Brands ·
Colmenarejo ·
E. Coppens ·
R. Coppens ·
Couchez ·
Covent ·
De Pré ·
Dekkers ·
D. Delameilleure ·
G. Delameilleure ·
De Loof ·
A. Desmet ·
W. Desmet ·
Foré ·
G. García ·
H. García ·
Gómez del Moral ·
Gonzales ·
Henckaerts ·
Heuvelmans ·
Jiménez ·
Jongen ·
Lauwers ·
Lenaers ·
Mangeas ·
Mayoral ·
Mendiburu ·
Nijdam ·
Oellibrandt ·
Ongenae ·
Peelen ·
Planckaert ·
Quesada ·
Roman ·
Rosa ·
Samyn ·
Sánchez ·
Segu ·
Sels ·
Sivilotti ·
Soler ·
Stevens ·
Suárez ·
Suñé ·
Tortellá ·
Tous ·
Van den Broeck ·
Van Der Vloet · 
Van Holsbeke · 
Van Tongerloo ·
Vandecaveye · 
Vandenberghe ·
Vanhoutte
Andries ·
Aper ·
Binggeli ·
Blockx ·
Bocklant ·
Boonen ·
Boucquet ·
Brands ·
Cooreman ·
Corstjens ·
Couchez ·
De Loof ·
E. Demunster · 
L. Demunster ·
De Neef ·
Deloof ·
Deville ·
Dujardin ·
Eeckhout ·
Esprit ·
Eugen ·
Everaerts ·
Foré ·
Gekière ·
Gevaert ·
Goots ·
Haelterman ·
Haven ·
Heuvelmans ·
Hoevenaars ·
Jongen ·
Lauwers ·
Lenaers ·
Meert ·
Nolmans ·
Ongenae ·
Peelen ·
Planckaert ·
Post ·
Reybrouck ·
Roman ·
Rüegg ·
Samyn ·
Marcel Seynaeve ·
Michel Seynaeve ·
Suárez ·
Thull ·
Vandenberghe ·
Van Der Vloet ·
Van Poucke ·
Van Tongerloo ·
Vanclooster · 
L. Van Damme · 
R. Van Damme ·
Vandecaveye ·
Vanden Berghen ·
Vanhevel ·
Vanneste ·
van de Ven ·
Vannitsen ·
Vrancken · 
Vyncke ·
van der Vleuten ·
Zilverberg
Andries ·
Baudeweijns ·
Beheydt ·
Blockx ·
Bocklant ·
Boonen ·
Boons ·
Bosmans ·
Boucquet ·
Brands ·
Claes ·
Corstjens ·
Couchez ·
De Loof ·
Demunster (vanaf 14/06) · 
De Pré ·
De Wilde ·
Delameilleure ·
Delefortrie ·
Eeckhout ·
Esprit ·
Eugen ·
Everaerts ·
Foré ·
Frennet ·
Gaelens ·
Gekière ·
Gevaert ·
Gomes de Carvalho ·
Goots ·
Haelterman ·
Haven ·
Hoogewijs ·
Hoskens (vanaf 18/08) ·
Houbrechts ·
Huygens ·
R. Joosen ·
M. Joosen ·
Kindermans ·
Lauwers ·
Lenaers ·
Leijten ·
Meert ·
Miele ·
Molenaers ·
Nolmans ·
Ongenae ·
Planckaert ·
Post ·
Reybrouck ·
Roman ·
Samyn ·
Schütz ·
Sersté ·
Steyaert ·
Thomaes ·
Van De Rijse (vanaf 09/06) ·
Vandenberghe ·
Van Haverbeke ·
Van Loo ·
Van Poucke ·
Van Tongerloo ·
Van Vlierberghe ·
Van Wynsberghe ·
Vanclooster · 
Van Damme ·
Vandromme ·
Vanheste (vanaf 16/05) ·
Vanhevel ·
van de Ven ·
Vergauwe ·
Vermaelen ·
H. Vrancken ·
R. Vrancken · 
Vyncke ·
van der Vleuten